# Правительство Звягильского — Масола
В статье даются сведения о составе Кабинета Министров Украины под председательством Ефима Звягильского, а затем Виталия Масола, действовавшего в сентябре 1993 года — июне 1995 года.
В соответствии со статьей 116 Конституции Украины от 20 апреля 1978 года (в редакции Закона Украины от 27 октября 1992 г. № 2734-XII) в состав Кабинета Министров Украины входили Премьер-министр Украины, Первый вице-Премьер-министр, вице-Премьер-министры Украины, министры Украины, Министр Кабинета Министров Украины, председатели Службы безопасности Украины, Правления Национального банка Украины, Фонда государственного имущества Украины, Антимонопольного комитета Украины, Государственного комитета по делам охраны государственной границы Украины и Государственного таможенного комитета Украины.
Указом Президента Украины от 27 сентября 1993 г. № 383/93 было установлено, что Президент Украины осуществляет непосредственное руководство Кабинетом Министров Украины (данный указ признан утратившим силу Указом Президента Украины от 23 июня 1994 г. № 336/94).

## Состав Кабинета Министров
После даты назначения или освобождения от должности членов Кабинета Министров стоит номер соответствующего Постановления Верховной Рады Украины или Указа Президента Украины. Члены Кабинета Министров, даты освобождения от должности которых не указаны, действовали на момент отставки правительства и были переназначены на эти же должности в новом составе Кабинета Министров.
Члены правительства расположены в списке в хронологическом порядке по дате их назначения или включения в состав правительства.
- Звягильский Ефим Леонидович — Первый вице-премьер-министр Украины (11 июня 1993 г., № 199/93 — 4 июля 1994 г., № 356/94; Указом Президента Украины от 22 сентября 1993 г. № 378/93 исполнение обязанностей Премьер-министра Украины возложено на Звягильского Е. Л. — Первого вице-премьер-министра Украины)
- Прядко Владимир Владимирович — Председатель Фонда государственного имущества Украины (назначен председателем Правления Фонда государственного имущества Украинской ССР постановлением Кабинета Министров Украинской ССР от 9 июля 1991 г. № 78 — август 1994 г.)
- Завада Александр Леонидович — Председатель Антимонопольного комитета Украины (назначен Постановлением Верховной Рады Украины от 1 октября 1992 г. № 2653-XII)
- Ющенко Виктор Андреевич — Председатель Правления Национального банка Украины (назначен Постановлением Верховной Рады Украины от 26 января 1993 г. № 2930-XII)
- Демьянов Владимир Васильевич — Вице-премьер-министр Украины по вопросам агропромышленного комплекса (28 сентября 1993 г., № 386/93 — 1 июля 1994 г., № 351/94)
- Евтухов Василий Иванович — Вице-премьер-министр Украины по вопросам промышленности и строительства (28 сентября 1993 г., № 387/93 — 8 июля 1994 г., № 381/94)
- Жулинский Николай Григорьевич — Вице-премьер-министр Украины по вопросам гуманитарной политики (28 сентября 1993 г., № 388/93 — 4 августа 1994 г., № 425/94)
- Шмаров Валерий Николаевич — Вице-премьер-министр Украины по вопросам военно-промышленного комплекса (с 28 сентября 1993 г., № 389/93), исполняющий обязанности Министра обороны Украины (25 августа 1994 г., № 477/94 — 10 октября 1994 г.), Министр обороны Украины (с 10 октября 1994 г., № 579/94)
- Ландык Валентин Иванович — Вице-премьер-министр Украины по вопросам внешнеэкономической деятельности и инвестиций (28 сентября 1993 г., № 390/93 — 1 июля 1994 г., № 352/94)
- Шпек Роман Васильевич — Министр экономики Украины (28 сентября 1993 г., № 391/93 — 3 июля 1995 г., № 549/95)
- Самоплавский Валерий Иванович — Министр лесного хозяйства Украины (28 сентября 1993 г., № 392/93 — 6 июля 1994 г., № 362/94; с 14 октября 1994 г., № 608/94), Первый вице-премьер-министр Украины/Первый вице-Премьер-министр Украины (6 июля 1994 г., № 362/94 — 14 октября 1994 г., № 607/94)
- Черненко Дмитрий Алексеевич — Министр машиностроения, военно-промышленного комплекса и конверсии Украины (28 сентября 1993 г., № 393/93 — 6 июля 1994 г., № 365/94)
- Карасик Юрий Михайлович — Министр сельского хозяйства и продовольствия Украины (28 сентября 1993 г., № 394/93 — 3 августа 1995 г., № 702/95)
- Семенюк Вилен Миронович — Министр энергетики и электрификации Украины (29 сентября 1993 г., № 396/93 — 3 июля 1995 г., № 548/95)
- Пржевальский Олег Петрович — Министр связи Украины (29 сентября 1993 г., № 397/93 — 3 августа 1995 г., № 704/95)
- Дзюба Иван Михайлович — Министр культуры Украины (29 сентября 1993 г., № 398/93 — 19 августа 1994 г., № 450/94)
- Емец Александр Иванович — Министр Украины по делам национальностей и миграции (29 сентября 1993 г., № 399/93 — 1 июля 1994 г., № 353/94)
- Таланчук Петр Михайлович — Министр образования Украины (29 сентября 1993 г., № 400/93 — 6 июля 1994 г., № 367/94)
- Спиженко Юрий Прокофьевич — Министр здравоохранения Украины (29 сентября 1993 г., № 401/93 — 1 июля 1994 г., № 349/94)
- Костенко Юрий Иванович — Министр охраны окружающей природной среды Украины (29 сентября 1993 г., № 402/93 — 2 января 1995 г., № 1/95), Министр охраны окружающей природной среды и ядерной безопасности Украины (с 2 января 1995 г., № 1/95)
- Каскевич Михаил Григорьевич — Министр труда Украины (с 29 сентября 1993 г., № 403/93)
- Голубченко Анатолий Константинович — Министр промышленности Украины (29 сентября 1993 г., № 404/93 — 3 июля 1995 г., № 546/95)
- Ершов Аркадий Витальевич — Министр социальной защиты населения Украины (с 29 сентября 1993 г., № 405/93)
- Борисенко Николай Иванович — Министр статистики Украины (с 29 сентября 1993 г., № 406/93)
- Готовчиц Георгий Александрович — Министр Украины по делам защиты населения от последствий аварии на Чернобыльской АЭС (29 сентября 1993 г., № 407/93 — умер в декабре 1994 г.)
- Борзов Валерий Филиппович — Министр Украины по делам молодёжи и спорта (с 29 сентября 1993 г., № 408/93)
- Доценко Иван Филиппович — Министр Кабинета Министров Украины (29 сентября 1993 г., № 409/93 — 21 июля 1994 г., № 401/94)
- Сербин Юрий Сергеевич — Министр Украины по делам строительства и архитектуры (29 сентября 1993 г., № 410/93 — 8 июля 1994 г., № 383/94)
- Слепичев Олег Иванович — Министр внешних экономических связей Украины (30 сентября 1993 г., № 412/93 — 19 августа 1994 г., № 448/94)
- Бижан Иван Васильевич — исполняющий обязанности Министра обороны Украины (4 октября 1993 г., № 418/93 — 8 октября 1993 г.)
- Марчук Евгений Кириллович — Председатель Службы безопасности Украины (5 октября 1993 г., № 3484-XII — 12 июля 1994 г., № 89/94-ВР), Вице-премьер-министр Украины/вице-Премьер-министр Украины (1 июля 1994 г., № 348/94 — 31 октября 1994 г., № 650/94), Первый вице-Премьер-министр Украины (31 октября 1994 г., № 647/94 — 8 июня 1995 г., № 432/95)
- Радецкий Виталий Григорьевич — Министр обороны Украины (8 октября 1993 г., № 434/93 — 25 августа 1994 г., № 476/94)
- Пятаченко Григорий Александрович — Министр финансов Украины (8 октября 1993 г., № 435/93 — 6 июля 1994 г., № 376/94)
- Онопенко Василий Васильевич — Министр юстиции Украины (8 октября 1993 г., № 436/93 — 7 августа 1995 г., № 712/95)
- Василишин Андрей Владимирович — Министр внутренних дел Украины (8 октября 1993 г., № 437/93 — 21 июля 1994 г., № 397/94)
- Губенко Валерий Александрович — Председатель Государственного комитета по делам охраны государственной границы Украины (8 октября 1993 г., № 438/93 — 15 октября 1994 г., № 611/94)
- Колос Анатолий Викторович — Председатель Государственного таможенного комитета Украины (8 октября 1993 г., № 439/93 — 14 октября 1994 г., № 600/94)
- Климпуш Орест Дмитриевич — Министр транспорта Украины (9 октября 1993 г., № 443/93 — 11 июля 1994 г., № 389/94)
- Зленко Анатолий Максимович — Министр иностранных дел Украины (21 октября 1993 г., № 474/93 — 25 августа 1994 г., № 470/94)
- Масол Виталий Андреевич — Премьер-министр Украины (16 июня 1994 г., № 58/94-ВР — 4 апреля 1995 г., № 113/95-ВР)
- Мальцев Владимир Иванович — Министр здравоохранения Украины (1 июля 1994 г., № 349/94 — 19 августа 1994 г., № 449/94)
- Шульга Николай Александрович — Министр Украины по делам национальностей и миграции (1 июля 1994 г., № 350/94 — 25 июля 1994 г., № 409/94), Министр Украины по делам национальностей, миграции и религии (25 июля 1994 г., № 409/94 — 17 июля 1995 г., № 617/95)
- Дюба Анатолий Федорович — Вице-премьер-министр Украины/вице-Премьер-министр Украины (6 июля 1994 г., № 363/94 — 7 июля 1995 г., № 562/95)
- Плитин Владимир Никифорович — Вице-премьер-министр Украины/вице-Премьер-министр Украины (6 июля 1994 г., № 364/94 — 12 июня 1995 г., № 435/95)
- Петров Виктор Михайлович — Министр машиностроения, военно-промышленного комплекса и конверсии Украины (6 июля 1994 г., № 366/94 — 3 августа 1995 г., № 703/95)
- Германчук Петр Кузьмич — Министр финансов Украины (с 6 июля 1994 г., № 377/94)
- Маликов Валерий Васильевич — Председатель Службы безопасности Украины (12 июля 1994 г., № 88/94-ВР — 3 июля 1995 г., № 550/95)
- Радченко Владимир Иванович — исполняющий обязанности Министра внутренних дел Украины (21 июля 1994 г., № 398/94 — 28 июля 1994 г.), Министр внутренних дел Украины (28 июля 1994 г., № 415/94 — 3 июля 1995 г., № 547/95)
- Пустовойтенко Валерий Павлович — Министр Кабинета Министров Украины (с 21 июля 1994 г., № 402/94)
- Курас Иван Федорович — Вице-премьер-министр Украины по вопросам гуманитарной политики (с 8 августа 1994 г., № 432/94)
- Ехануров Юрий Иванович — исполняющий обязанности Председателя Фонда государственного имущества Украины (12 августа 1994 г., № 436/94 — 20 сентября 1994 г.), Председатель правления Фонда государственного имущества Украины (с 20 сентября 1994 г., № 166/94-ВР)
- Осыка Сергей Григорьевич — Министр внешних экономических связей Украины (с 22 августа 1994 г., № 454/94), вице-Премьер-министр Украины по вопросам внешнеэкономической деятельности (30 января 1995 г., № 89/95 — 11 июля 1995 г., № 589/95)
- Бобров Владимир Алексеевич — Министр здравоохранения Украины (22 августа 1994 г., № 455/94 — 14 февраля 1995 г., № 121/95)
- Удовенко Геннадий Иосифович — исполняющий обязанности Министра иностранных дел Украины (25 августа 1994 г., № 471/94 — 16 сентября 1994 г.), Министр иностранных дел Украины (с 16 сентября 1994 г., № 532/94)
- Митюков Игорь Александрович — Вице-премьер-министр Украины по вопросам финансовой и банковской деятельности/вице-Премьер-министр Украины по вопросам финансовой и банковской деятельности (8 сентября 1994 г., № 509/94 — 31 июля 1995 г., № 676/95)
- Мирошниченко Эдуард Анатольевич — исполняющий обязанности Председателя Государственного таможенного комитета Украины (14 октября 1994 г., № 606/94 — 22 декабря 1994 г.)
- Банных Виктор Иванович — исполняющий обязанности Председателя Государственного комитета по делам охраны государственной границы Украины (15 октября 1994 г., № 612/94 — 25 января 1995 г.), Председатель Государственного комитета по делам охраны государственной границы Украины (с 25 января 1995 г., № 78/95)
- Пинзеник Виктор Михайлович — Первый вице-Премьер-министр Украины по вопросам экономической реформы (с 31 октября 1994 г., № 646/94)
- Саблук Петр Трофимович — вице-Премьер-министр Украины по вопросам агропромышленного комплекса (31 октября 1994 г., № 648/94 — 6 января 1995 г., № 27/95), Первый вице-Премьер-министр Украины по вопросам агропромышленного комплекса (с 6 января 1995 г., № 28/95)
- Полтавец Виктор Иванович — Министр угольной промышленности Украины (с 10 ноября 1994 г., № 665/94)
- Онуфрийчук Михаил Яковлевич — Министр Украины по делам прессы и информации (с 18 ноября 1994 г., № 689/94)
- Згуровский Михаил Захарович — Министр образования Украины (с 18 ноября 1994 г., № 690/94)
- Шведенко Николай Николаевич — Министр рыбного хозяйства Украины (с 30 ноября 1994 г., № 711/94)
- Кравченко Юрий Федорович — Председатель Государственного таможенного комитета Украины (22 декабря 1994 г., № 795/94 — 3 июля 1995 г., № 551/95)

Постановлением Верховной Рады Украины от 4 апреля 1995 г. № 114/95-ВР Кабинету Министров Украины выражено недоверие, что в соответствии с действовавшей в то время Конституцией Украины влекло отставку Кабинета Министров Украины, и поручено исполнять свои полномочия до сформирования нового состава Правительства.